# Гусін (Лодзинське воєводство)
Гусін (пол. Gusin) — село в Польщі, у гміні Свіниці-Варцькі Ленчицького повіту Лодзинського воєводства.
Населення — 150 осіб (2011).

## Демографія
Демографічна структура станом на 31 березня 2011 року:
|          | Загалом | Допрацездатний вік | Працездатний вік | Постпрацездатний вік |
| -------- | ------- | ------------------ | ---------------- | -------------------- |
| Чоловіки | 80      | 20                 | 50               | 10                   |
| Жінки    | 70      | 13                 | 36               | 21                   |
| Разом    | 150     | 33                 | 86               | 31                   |